# Велоспорт на літніх Олімпійських іграх 2016 — командна гонка переслідування (чоловіки)
Змагання у командній гонці переслідування з велоспорту серед чоловіків на літніх Олімпійських іграх 2016 пройшли 11-12 серпня.

## Призери
| Золото                                                                     | Срібло                                                                      | Бронза                                                                          |
| Велика Британія (GBR) Едвард Кленсі Стівен Берк Овайн Дойлл Бредлі Віґґінз | Австралія (AUS) Александр Едмондсон Джек Бобрідж Майкл Хепберн Сем Велсфорд | Данія (DEN) Лассе Норман Гансен Ніклас Ларсен Фредерік Мадсен Каспер фон Фолсаш |

## Рекорди
| Світовий рекорд     | Велика Британія (GBR) | 3:51.659 c | Лондон, Велика Британія | 3 серпня 2012 |
| Олімпійський рекорд | Велика Британія       | 3:51.659 c | Лондон, Велика Британія | 3 серпня 2012 |

## Змагання

### Кваліфікація
Вісім найшвидших команд виходять у перший раунд, після якого чотири перші команди змагаються у фіналі за золоту медаль, а команди, що посіли з п'ятого по восьме місце — у фіналі за бронзову медаль.
| Місце | Країна                | Спортсмени                                                          | Результат | Нотатки |
| ----- | --------------------- | ------------------------------------------------------------------- | --------- | ------- |
| 1     | Велика Британія (GBR) | Едвард Кленсі Стівен Берк Овейн Дал Бредлі Віґґінз                  | 3:51.943  | Q       |
| 2     | Данія (DEN)           | Лассе Норман Гансен Ніклас Ларсен Фредерік Мадсен Каспер фон Фолсаш | 3:55.396  | Q       |
| 3     | Австралія (AUS)       | Александр Едмондсон Джек Бобрідж Майкл Хепберн Сем Велсфорд         | 3:55.606  | Q       |
| 4     | Нова Зеландія (NZL)   | Пітер Буллінг Аарон Гейт Ділан Кеннетт Реган Гоф                    | 3:55.977  | Q       |
| 5     | Італія (ITA)          | Сімоне Консонні Ліам Бертаццо Філіппо Ганна Франческо Ламон         | 3:59.708  | q       |
| 6     | Німеччина (GER)       | Геннінґ Боммель Нільс Шомбер Керстен Тіле Доменік Вайнштайн         | 4:00.911  | q       |
| 7     | Швейцарія (SUI)       | Олів'є Бер Сільван Дільє Тері Шир Сіріл Тьєрі                       | 4:03.845  | q       |
| 8     | Китай (CHN)           | Фань Ян Лю Хао Цінь Чженьлу Шень Пінань                             | 4:05.152  | q       |
| 9     | Нідерланди (NED)      | Тім Вельдт Вім Струтінга Жан-Віллем ван Схіп Йост ван дер Бург      | DNF       |         |

- Q = кваліфікувались; у змагання за потрапляння в золотий фінал
- q = кваліфікувались; у змагання за потрапляння в бронзовий фінал

### Перший раунд
| Місце | Країна          | Результат |
| ----- | --------------- | --------- |
| 1     | Німеччина (GER) | 3:56.903  |
| 2     | Швейцарія (SUI) | 4:03.580  |

| Місце | Країна       | Результат |
| ----- | ------------ | --------- |
| 1     | Італія (ITA) | 3:55.724  |
| 2     | Китай (CHN)  | 4:04.240  |

| Місце | Країна          | Результат |
| ----- | --------------- | --------- |
| 1     | Австралія (AUS) | 3:53.429  |
| 2     | Данія (DEN)     | 3:53.542  |

| Місце | Країна                | Результат |
| ----- | --------------------- | --------- |
| 1     | Велика Британія (GBR) | 3:50.570  |
| 2     | Нова Зеландія (NZL)   | 3:55.654  |

### Гонка за 7-ме місце
| Місце | Країна          | Результат |
| ----- | --------------- | --------- |
| 7     | Швейцарія (SUI) | 4:01.786  |
| 8     | Китай (CHN)     | 4:03.687  |

### Гонка за 5-те місце
| Місце | Країна          | Результат |
| ----- | --------------- | --------- |
| 5     | Німеччина (GER) | 3:59.485  |
| 6     | Італія (ITA)    | 4:02.360  |

### Гонка за третє місце
| Місце | Країна              | Результат |
| ----- | ------------------- | --------- |
| 3     | Данія (DEN)         | 3:53.789  |
| 2     | Нова Зеландія (NZL) | 3:56.753  |

### Фінал
| Місце | Країна                | Результат   |
| ----- | --------------------- | ----------- |
| 1     | Велика Британія (GBR) | 3:50.265 OR |
| 2     | Австралія (AUS)       | 3:51.008    |